# Next Eleven
| Next Eleven (N-11) |
| --- |
| |
| Next Eleven-Staaten                                                                                                   |
| - Ägypten - Bangladesch - Indonesien - Iran - Mexiko - Nigeria - Pakistan - Philippinen - Südkorea - Türkei - Vietnam |

Next Eleven (N-11) war vorübergehend eine Bezeichnung von elf Ländern mit hoher Einwohnerzahl, von denen ein ähnlicher wirtschaftlicher Aufschwung für möglich gehalten wurde wie bei den erstmals im November 2001 als BRIC-Staaten bezeichneten Ländern Brasilien, Russland, Indien und VR China, gemäß einer im Dezember 2005 vom Goldman-Sachs-Chefvolkswirt Jim O’Neill veröffentlichten Liste.

## Next Eleven-Staaten
Folgende Länder wurden zu den Next Eleven gezählt:
Ägypten, Bangladesch, Indonesien, Iran, Mexiko, Nigeria, Pakistan, Philippinen, Südkorea, Türkei und Vietnam.

## Einstufungskriterien
Zunächst prüfte das Analystenteam der Investmentbank 170 Nationen in erster Linie auf ihre nachhaltige Wachstumsfähigkeit. Anschließend wurden diese mit Hilfe des Growth Environment Scores (GES; etwa: Bewertung des für Wachstum relevanten Umfelds) bewertet. Dieser berücksichtigt:
- Makroökonomische Faktoren

Inflation, Staatsverschuldung und Offenheit der Volkswirtschaft
- Technische Infrastruktur

PC-Nutzung, Telefonanschlüsse und Internetnutzung
- Humankapital

Erziehung und Lebenserwartung
- Politische Faktoren

politische Stabilität, Rechtsstaatlichkeit und Korruption

## Entwicklungspotenziale

### Ägypten
In Ägypten verlor der Börsenindex EGX 30 (früher CASE 30 Index) nach den Rekordzuwächsen der Vorjahre im Jahr 2011 binnen weniger Wochen mehr als 40 Prozent seines Wertes. Dennoch bleibt dieses Land mit den siebzehntgrößten Erdgasvorkommen der Welt und seiner jungen Bevölkerung von durchschnittlich 25 Jahren ein interessanter Markt.

### Mexiko
Mexiko gehört für Jim O’Neill neben Südkorea zu den zwei vielversprechendsten N-11-Nationen. Das einzige lateinamerikanische N-11-Land weist mit fünf Prozent ein hohes Wirtschaftswachstum bei einer geringen Arbeitslosenquote von vier Prozent auf. Der Goldman-Sachs-Chefökonom sieht Mexiko 2050 bereits als die fünftgrößte Volkswirtschaft der Welt – hinter China, den USA, Indien und Japan, aber schon vor Russland und Deutschland. Auch der mexikanische IPC-Index hat in den vergangenen vier Jahren mehr als 350 Prozent zugelegt. Das Land hat mit einer stetig sinkenden Ölproduktion zu kämpfen. Das Cantarell-Ölfeld hat 2004 noch 2,1 Millionen Barrel und damit den Großteil des mexikanischen Öls produziert. Im Dezember 2012 ist die Förderung von 2,1 Millionen auf 340.000 Barrel gesunken, stetig sinkend. 2014 wurde das seit 1937 bestehende staatliche Ölmonopol aufgehoben, um ausländische Investoren und Know-how ins Land zu locken. Dazu kommt der Drogenkrieg in Mexiko: Seit 2006 hat dieser Konflikt laut einer Studie aus dem Jahre 2015 insgesamt mehr als 164.000 Tote gefordert. Das sind mehr tote Zivilisten als im Afghanistan- und Irak-Krieg zusammen. Mexiko hat aufgrund niedriger Ölpreise, geringer Ölförderung und zu geringer Raffineriekapazität (Benzin wird hauptsächlich aus den USA importiert) große finanzielle Probleme. Das Bevölkerungswachstum verschlimmert nur das Energieproblem. Die Wirtschaft wächst nur langsam, besonders wenn man das Bevölkerungswachstum von 1,21 % (2014) berücksichtigt. Die Bevölkerung ist bis Juni 2015 auf 125,25 Millionen Einwohner gestiegen.

### Nigeria
Nigeria, das bevölkerungsreichste Land Afrikas, verfügt über sehr große Öl- und Gasvorkommen, allerdings leben hier noch mehr als 50 Prozent der Bevölkerung in Armut. Die mangelhafte Infrastruktur, vor allem im Bereich Stromversorgung und Transport, gilt als Haupthinderungsgrund für die wirtschaftliche Entwicklung. Das Wirtschaftswachstum lag in den letzten Jahren regelmäßig zwischen sieben und acht Prozent, war bisher jedoch weitgehend auf die hohen Öleinnahmen zurückzuführen. Weitere erfolgreiche Bereiche sind Banken, Telekommunikation und Agrarwirtschaft. Zu Nigerias Schattenseiten gehören politische Instabilität, Wirtschaftskriminalität und Korruption.

### Türkei
In der Türkei gelten die politischen Reformen der letzten Jahre sowie der mögliche EU-Beitritt als Antrieb der Wirtschaft. Mit einem Wachstum von 8,9 % lag das Land in Europa und den OECD-Staaten an der Spitze und konnte im ersten Halbjahr 2011 mit 10,2 % Wachstum weltweit die höchste Rate erzielen. Schon heute zählt die Türkei zu den 20 größten Volkswirtschaften der Welt. Treibende Kraft ist dabei die leistungsfähige Industrie, vor allem die Automobil- und Zulieferindustrie, Textil- und Bekleidungsindustrie sowie die Bauwirtschaft.

### Vietnam
Die besten Chancen auf ein überdurchschnittliches Wirtschaftswachstum werden zurzeit immer wieder Vietnam bescheinigt. Die über 93,4 Millionen Einwohner (Juni 2015) zählende sozialistische Republik ist im Januar 2007 als 150. Land der Welthandelsorganisation WTO beigetreten. Nach jahrzehntelanger Planwirtschaft öffnet sich das Land seit den Đổi-mới-Beschlüssen 1986 verstärkt dem Westen. Das Wirtschaftswachstum liegt mit knapp acht Prozent nur marginal hinter China oder Indien, der Export hat sich zuletzt verdreifacht. Der in Ho-Chi-Minh-Stadt geführte Vietnam-Index VN hat sich seit seinem Start am 1. März 2002 bis heute fast verzehnfacht (Stand 2007). Konsequenterweise werden immer mehr Finanzprodukte mit Schwerpunkt Vietnam aufgelegt. Bis 2010 sollten die rund 6.000 Staatsbetriebe des Landes, die rund 40 Prozent der volkswirtschaftlichen Leistung Vietnams erwirtschafteten, privatisiert werden. Bis 2008 hatte bereits ein Drittel der Unternehmen den Besitzer gewechselt.
Allerdings bestehen auch Risiken: Der Ausbau der Infrastruktur hinkt noch weit hinter den
neuen wirtschaftlichen Ansprüchen des Landes hinterher. Wuchernde Bürokratie und Korruption sowie ein reformbedürftiges Rechtssystem werden trotz des WTO-Beitritts noch einige Zeit Investitionen in strategisch wichtigen Branchen behindern.

### Übrige Länder
Südkorea gehört für Jim O’Neill neben Mexiko zu den zwei vielversprechendsten N-11-Nationen.
Das mit knapp 256 Millionen Bürgern bei weitem bevölkerungsreichste N-11-Land ist Indonesien. Die Arbeitskräfte sind hochqualifiziert, das Land bietet viele Rohstoffe.
Insbesondere in Bangladesch und Iran sind die politischen Risiken nicht zu unterschätzen.